# Akacandra austrina
Akacandra austrina är en mångfotingart som beskrevs av Loomis 1964. Akacandra austrina ingår i släktet Akacandra och familjen Cleidogonidae. Inga underarter finns listade i Catalogue of Life.